# Khuỷu tay quần vợt
Khuỷu tay quần vợt, còn được gọi là viêm lồi cầu ngoài xương cánh tay (Lateral epicondylitis), là một tình trạng trong đó phần bên ngoài của khuỷu tay trở nên đau đớn và mềm. Cơn đau cũng có thể kéo dài đến tận phía sau cẳng tay và độ bám của tay có thể bị yếu đi. Khởi phát các triệu chứng nói chung là dần dần. Khuỷu tay chơi golf là một tình trạng tương tự ảnh hưởng đến bên trong khuỷu tay.
Đó là do sử dụng quá mức các cơ bắp phía sau cẳng tay. Thông thường, điều này xảy ra như là kết quả của công việc hoặc thể thao, thể thao dùng vợt cổ điển. Chẩn đoán thường dựa trên các triệu chứng với hình ảnh y tế được sử dụng để loại trừ các nguyên nhân tiềm năng khác. Có nhiều khả năng nếu cơn đau tăng lên khi một người cố gắng uốn cong cổ tay của họ khi cổ tay của họ được giữ ở vị trí trung lập. Nó được phân loại như một bệnh mạn tính tendinosis, không phải là một bệnh dây chằng.
Điều trị bao gồm giảm các hoạt động mang lại các triệu chứng cùng với vật lý trị liệu. Thuốc giảm đau như NSAIDS hoặc acetaminophen có thể được sử dụng. Một dây buộc trên cẳng tay trên cũng có thể hữu ích. Nếu tình trạng không cải thiện tiêm corticosteroid hoặc phẫu thuật có thể được đề nghị. Nhiều người cảm thấy dễ chịu hơn trong vòng một tháng đến hai năm.
Khoảng 2% số người bị ảnh hưởng. Những người từ 30 đến 50 tuổi thường bị ảnh hưởng nhất. Bệnh này ban đầu được mô tả vào năm 1873. Cái tên "khuỷu tay sân quần vợt " lần đầu tiên được sử dụng cho chứng bệnh này vào năm 1882.